# Liste der Monuments historiques in Gouex
Die Liste der Monuments historiques in Gouex führt die Monuments historiques in der französischen Gemeinde Gouex auf.

## Liste der Objekte
| Bezeichnung      | Beschreibung                       | Standort                       | Kennzeichnung | Schutzstatus | Datum | Bild |
| ---------------- | ---------------------------------- | ------------------------------ | ------------- | ------------ | ----- | ---- |
| Steinaltar       | 18. Jahrhundert                    | in der Kirche St-Médard (Lage) | PM86001314    | Inscrit      | 2009  |      |
| Kelch und Patene | Silber, vergoldet, 18. Jahrhundert | in der Kirche St-Médard (Lage) | PM86001315    | Inscrit      | 2009  |      |